# Wahlenbergia cephalodina
Wahlenbergia cephalodina är en klockväxtart som beskrevs av Mats Thulin. Wahlenbergia cephalodina ingår i släktet Wahlenbergia och familjen klockväxter.
Artens utbredningsområde är Zambia. Inga underarter finns listade i Catalogue of Life.